# IC 2521
IC 2521 — галактика типу SBbc (компактна витягнута галактика) у сузір'ї Малий Лев.
Цей об'єкт міститься в оригінальній редакції індексного каталогу.